# برشاوشان متعدد الأوراق
برشاوشان متعدد الأوراق (الاسم العلمي:Adiantum polyphyllum) هو نوع من النباتات يتبع جنس البرشاوشان من الفصيلة الديشارية.